# Isaac Rosa

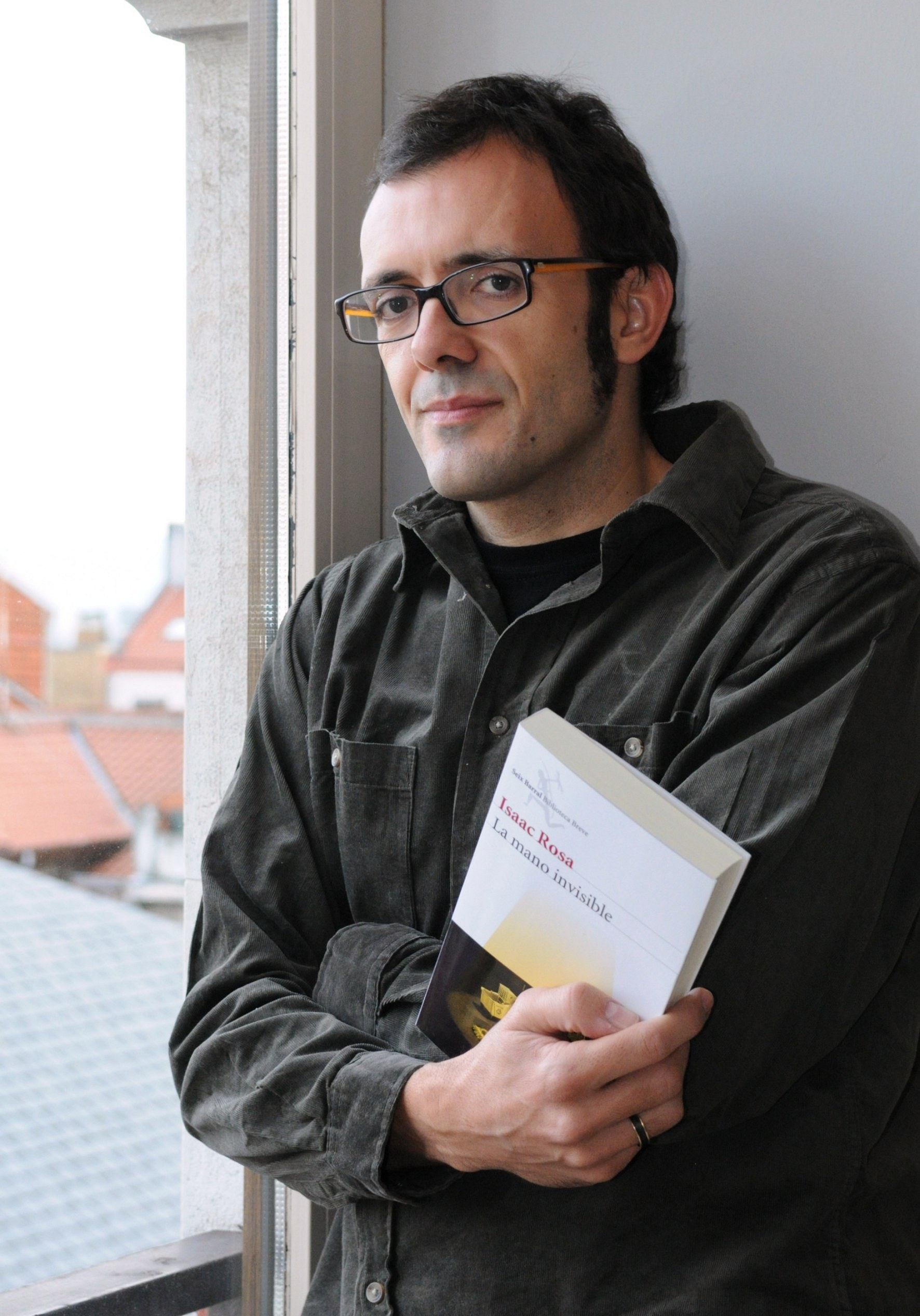
Isaac Rosa

Isaac Rosa Camacho (* 1974 in Sevilla, Andalusien, Spanien) ist ein spanischer Schriftsteller.

## Leben
Rosa lebte einige Zeit in der Region Estremadura und zog danach nach Madrid, wo er als Kolumnist regelmäßig für die Onlinezeitung Público sowie die Satirezeitschrift El Jueves schrieb. Mit den Gründern von Público wechselte er zu El Diario. Seine Romane wurden in Spanien preisgekrönt.
Sein Roman Im Reich der Angst wurde in ein Dutzend Sprachen übersetzt. Sein Buch Die Farbe Rot wurde verfilmt.
Ein wichtiges Thema Rosas ist die von ihm in oft atemloser Prosa geschilderte, infolge der Krise seit 2008 gewachsene Angst, ja Panik der spanischen Mittelschichten vor sozialem Abstieg, Zuwanderung, Gewalt und allen möglichen oder auch imaginierten Bedrohungen, zum Beispiel durch die Bettler, die den üblichen Sozialabstand nicht mehr wahren und sich 

„aus ihrer historischen Starre gelöst zu haben scheinen und zunehmend aggressive Techniken entwickeln, ... als wären sie zu sich gekommen und wüssten um ihre Stärke, ihre Macht, die Kehrseite unserer Verwundbarkeit, und deshalb sehen sie dir neuerdings in die Augen...“

Als repräsentativer Vertreter der spanischen Schriftsteller auf der Frankfurter Buchmesse 2022 wurde sein Roman Das dunkle Zimmer im ARD-Kulturmagazin ttt vom 23. Oktober 2022 besprochen.

## Auszeichnungen und Preise
- 2004: Premio Ojo Crítico de Narrativa des spanischen nationalen Rundfunks (RNE) für El Vano ayer
- 2004: Premio Andalucia de la Critica für denselben Roman
- 2005: XIV. Premio Rómulo Gallegos ebenfalls für El vano ayer
- 2009: VIII. Premio Fundación José Manuel Lara für El país del miedo
- 2013: Premio Cálamo für La habitación oscura
- 2022: Premio Biblioteca Breve für Lugar seguro

## Werkveröffentlichungen
- Adiós muchachos. Theaterstück. 1998.
- zusammen mit José Israel García Vázquez: El ruido del mundo (Extremadura 1936). El gabinete de moscas de la mierda. Roman. Universitas Editorial. 1999.
- La malamemoria. Roman. Del Oeste Ediciones. 1999.

erweiterte Neufassung von La malamemoria; ¡Otra maldita novela sobre la guerra civil!, Roman. Barcelona: Editorial Seix Barral.
- Kosovo. La coartada humanitaria: antecedentes y evolución '. Essay. Ediciones Vosa.  2001.
- El vano ayer. Barcelona: Editorial Seix Barral. 2004.
  - Das Leben in Rot. Roman. Aus dem Spanischen von Ralph Amann. Frankfurter Verlags-Anstalt, Frankfurt am Main 2008. ISBN 978-3-627-00152-0.
- El país del miedo. Barcelona: Editorial Seix Barral 2008.
  - Im Reich der Angst. Roman. Übersetzung von Luis Ruby. Klett-Cotta, Stuttgart 2011. ISBN 978-3-608-93894-4.[4]
- La mano invisible. Roman. Barcelona: Editorial Seix Barral. 2011.
- La habitación oscura. Roman.  Barcelona: Editorial Seix Barral. 2013
  - Das dunkle Zimmer. Aus dem Spanischen von Luis Ruby, Liebeskind Verlag, München 2022. ISBN 978-3-95438-151-7.[5]
- Feliz final. Barcelona: Editorial Seix Barral 2018. ISBN  978-84-322-3410-1.
  - Glückliches Ende. Roman. Übers. Marianne Gareis, Luis Ruby. Liebeskind, München 2021. ISBN 978-3-95438-124-1.
- Lugar seguro. Roman. Barcelona: Editorial Seix Barral. 2022.
  - Ein sicherer Ort. Aus dem Spanischen von Luis Ruby, Liebeskind Verlag, München 2024. ISBN 978-3-95438-174-6.